# صندلى غاوميشي (الريف الغربي)
صندلى غاوميشي (بالفارسية: صندلی گاومیشی) هي منطقة سكنية تقع في إيران في قسم الريف الغربي الريفي. يقدر عدد سكانها بـ 210 نسمة بحسب إحصاء 2016.